# Edmund Rumpler
Edmund Elias Rumpler (n. 4 ianuarie 1872, Viena, Austro-Ungaria – d. 7 septembrie 1940, Züsow, Republica Democrată Germană, Germania) a fost un proiectant de automobile și avioane austriac, etnic evreu.
Printre proiectele sale se numără și automobilul numit Rumpler Tropfenwagen („mașina-picătură”) prezentat la Berlin în 1921. Când a fost testat în 1979, s-a găsit că acesta avea un coeficient de aerodinamicitate de 0,28.

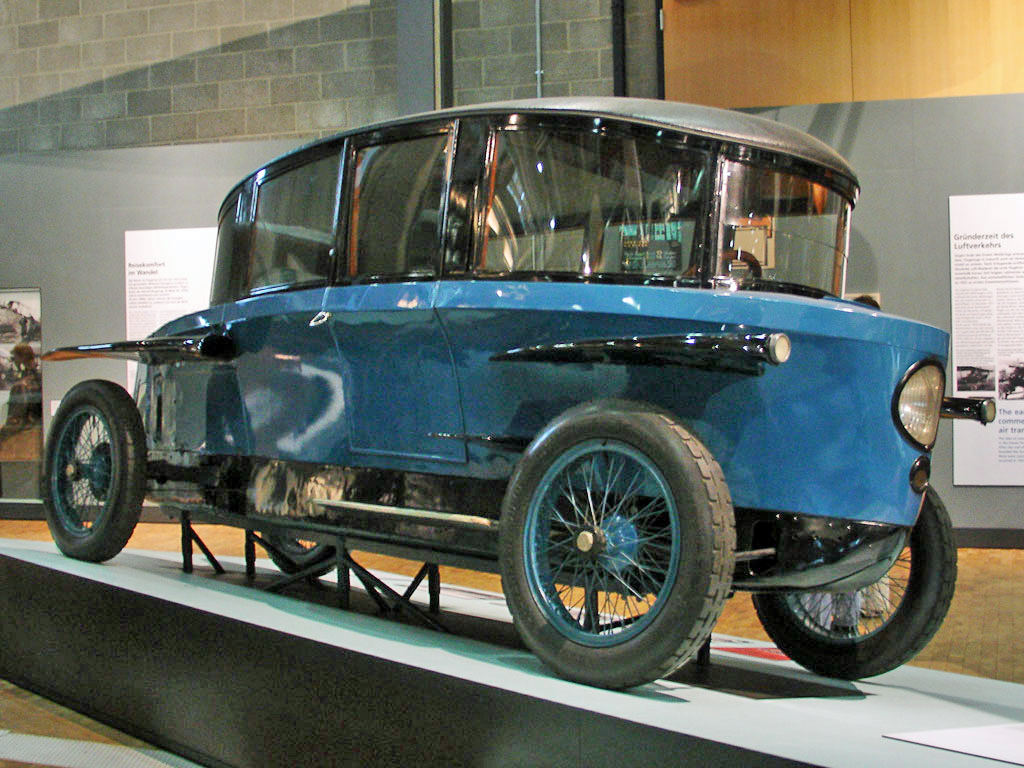
Automobilul lui Rumpler (1921), expus la Berlin